# Tehuelche (motocicletta)

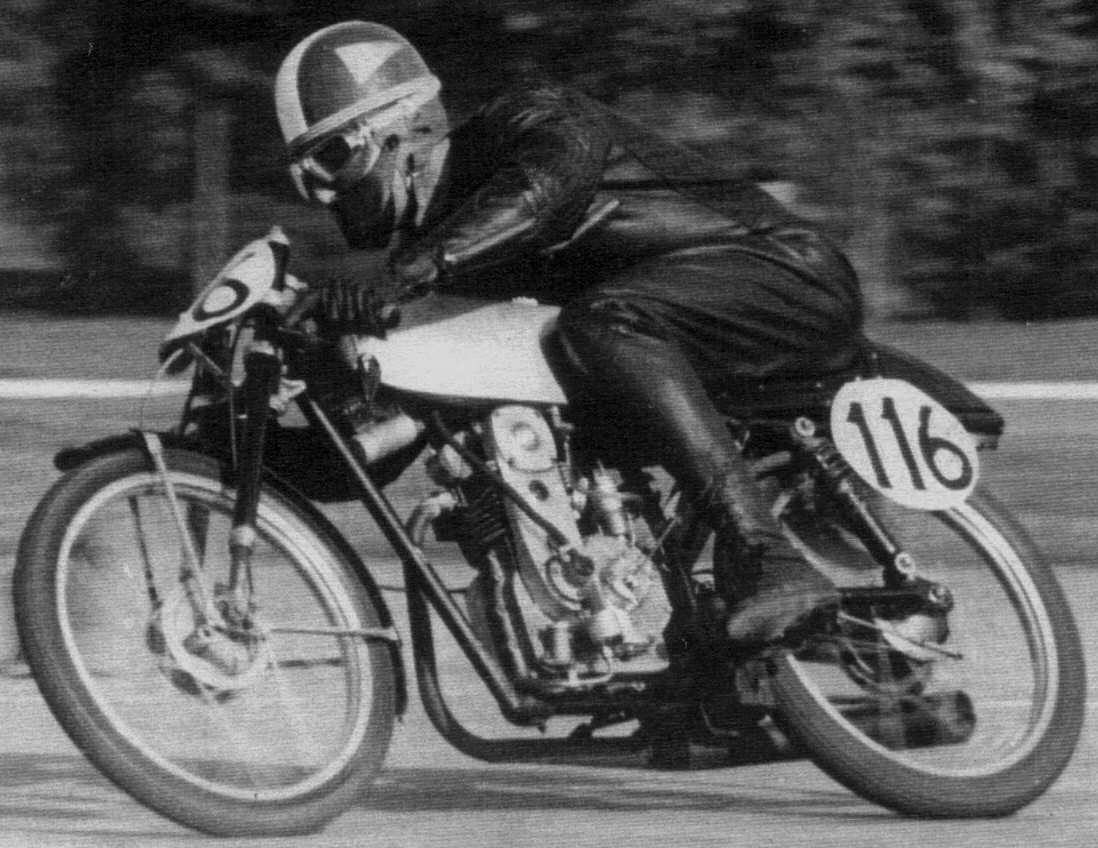
Tehuelche con Alberto Gomez 1964.

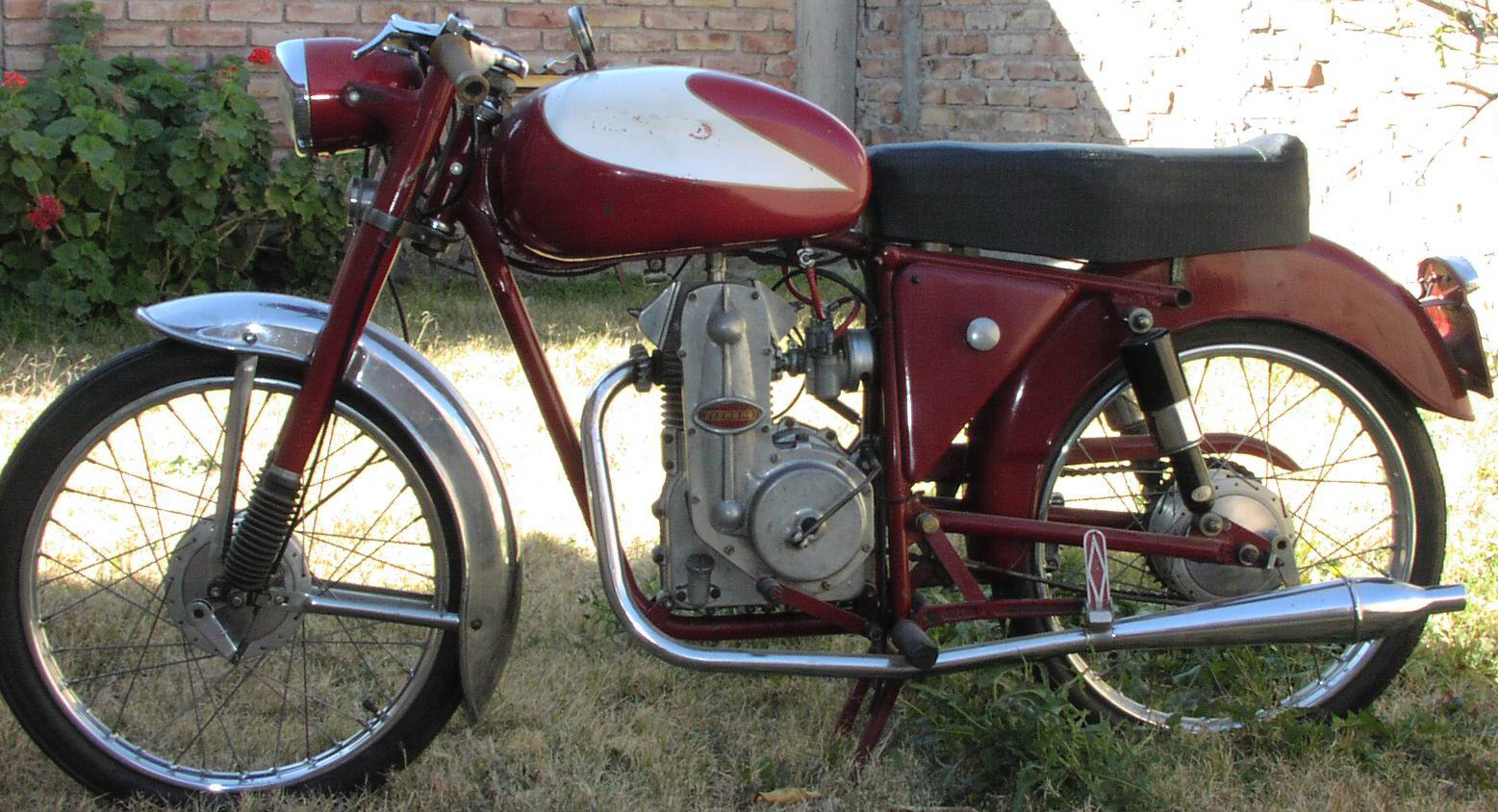
Legnano con motore Tehuelche distribuzione a catena

Tehuelche è stato un modello di motocicletta di disegno argentino presentata al pubblico nel marzo 1957 e fabbricata fino alla metà del 1964.
Il modello “Tehuelche“ è stato un vero orgoglio nazionale, nonostante sia poi stata dimenticata dalle successive generazioni di argentini. Sebbene ci siano stati altri tentativi, in gran parte falliti, di fabbricare una moto nazionale, la Tehuelche è stata l'unica ad avere una continuità durante i sei anni di fabbricazione. Dal disegno assolutamente unico e originale, questa motocicletta concorreva a livello locale con altre motociclette “argentine” che erano in realtà fabbricate con licenza di motociclette europee, come per esempio, tra le altre, Puma Primera, Segunda (Guericke), Zanella (Ceccato), Gilera. Questa motocicletta spiccava soprattutto nella corsa sportiva.

## Inizio

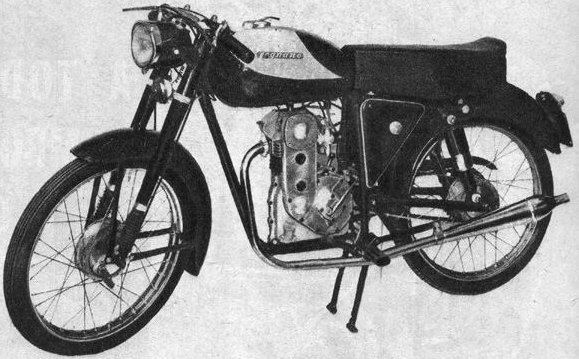
Legnano motore Tehuelche distribuzione a ingranaggi

I suoi creatori, disegnatori e produttori furono Juan (Giovanni) Raffaldi e Roberto Fattorini, arrivati in Argentina provenienti dall'Italia nel 1949, dopo la Seconda guerra mondiale, insieme con Carlo Preda, un altro amico e socio coinvolto nel progetto. Diversamente dal resto degli immigranti portavano soldi e macchinari da investire nell'incipiente “Industria Argentina”, specialmente nel campo motociclistico, motivati dagli amici già stabilitisi in queste terre. Durante il 1955 e dopo aver lavorato per anni al disegno di una motocicletta da produrre in serie, Raffaldi creò un motore a quattro tempi di 50 cm³, poco usuale per l'epoca, con distribuzione monoalbero a camme in testa comandato da una serie di ingranaggi, senza pompa d'olio, completamente in alluminio. In breve la motocicletta fu pronta ed esibì la sua potenza conseguendo notevoli risultati.

## Produzione
Assieme ad alcuni soci, affrontarono nel 1956 il compito di fabbricare una motocicletta in serie, per cui aumentarono la cilindrata a 75 cm³ con lo scopo di entrare in un nuovo segmento motociclistico. La prima società ebbe una durata di appena due anni e riuscì a costruire poco più di milleduecento motociclette. Così, la nuova società continuò la produzione fino alla metà del 1964, anno in cui vennero fabbricate circa tremilacinquecento motociclette, arrivando così a un totale di circa cinquemila unità, delle quali non più di cento sopravvivono e circa venti sono ancora in funzione.

## Fine
Ci furono diversi fattori che determinarono la fine della produzione; da una parte l'inflazione: per esempio la carne ebbe un aumento del 250% nel 1959. Inoltre, l'instabilità istituzionale: i continui cambiamenti di governo non potevano assicurare stabilità sotto nessun aspetto. Stanchi di lottare contro le queste circostanze, Raffaldi e Fattorini decisero di lasciare la società. Avviarono una propria officina nella quale si dedicarono a preparare questi motori per motociclette da competizione e occuparsi in generale dei clienti. Così, produssero il “tappo 100” che consisteva in un tappo o coperchio di cilindro più grande e con un miglior sistema di raffreddamento. Incorporarono anche una pompa dell'olio, la distribuzione a catena e altri dettagli che migliorarono la motocicletta.

## Modelli
Nei suoi quasi sette anni di vita, la motocicletta subì modifiche estetiche per quanto riguarda pittura e calcomanie, apparvero i modelli Sport e Super Sport, quest'ultimo dotato di tachimetro. Inoltre, dato che i fabbricanti della seconda società avevano i diritti d'importazione della motocicletta Legnano, inclusero un modello della motocicletta Tehuelche marchiato “Legnano” allo scopo di aumentare le vendite. Questo modello apparve nel mercato con un nuovo serbatoio per il combustibile rosso e bianco. Giunti alla fine della produzione, si decise di adottare la distribuzione con albero a camme in testa comandato da catene.

## Caratteristiche tecniche
- Motore: Monocilindrico a 4 tempi.
  - Raffreddamento: ad aria.

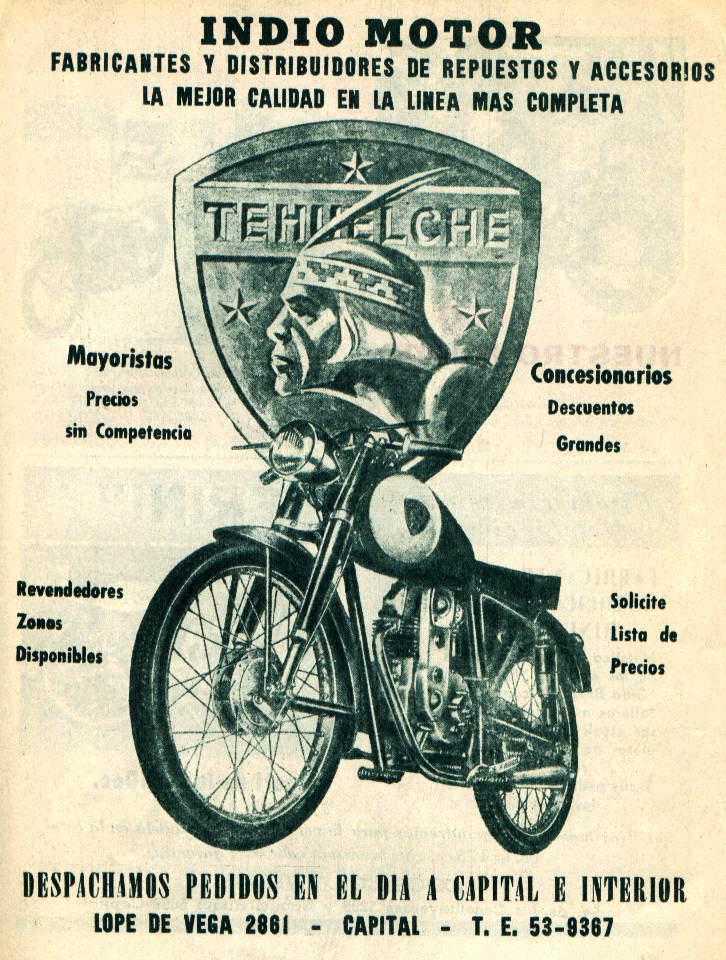
Tehuelche pubblicità 1957

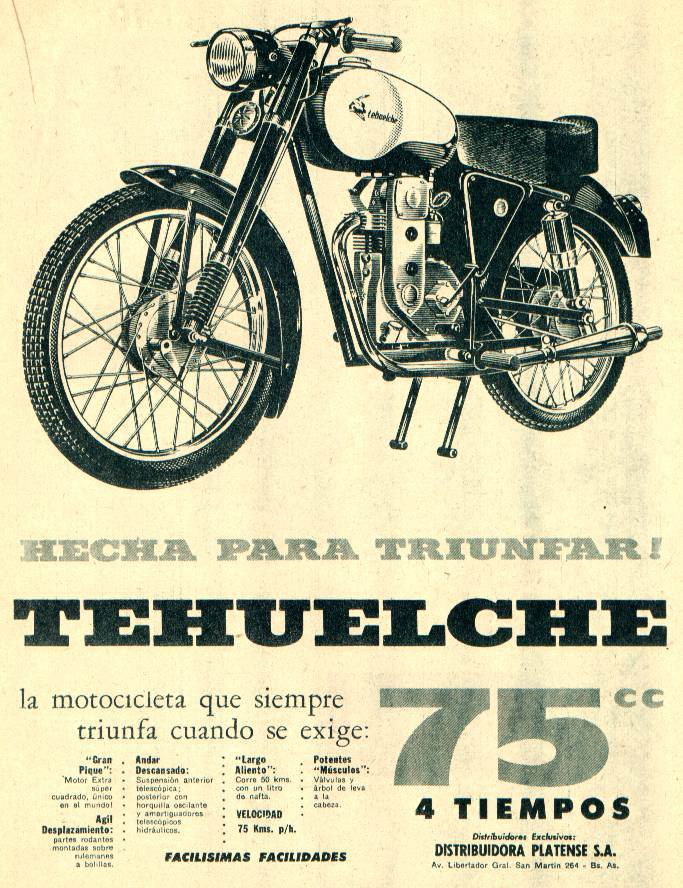
Tehuelche pubblicità 1960

  - Diametro del cilindro: 48 mm
  - Carriera di pistone: 41 mm
  - Cilindrata: 75 cm³
  - Rapporto di comprensione: 6,5 a 1
  - Potenza: 4,75 HP
  - Regime di potenza Massima: 6500 giri al minuto
  - Consumo approssimativo: 50 km con 1 litro di combustibile
  - Trasmissione: albero a camme in testa a cascata di ingranaggi (fino alla fine dell'anno 1963) e a catena (dalla fine dell'anno 1963 fino alla metà del 1964)
  - Valvole: in testa disposte a 90 gradi azionate da bilancieri
- Lubrificazione: con olio nel carter, sistema a spruzzo attraverso un ago nella biella (cucchiaino), circolazione automatica nella scatola del cambio, innesto e trasmissione (senza pompa dell'olio)
  - Capacità di olio nel carter: ½ litro
- Innesto: monodisco in bagno di olio
- Scatola cambio: a 3 marce
  - Rapporti: Prima 2,628; Seconda 1,542; Terza 1
  - Velocità nei rapporti: 1º velocità: 28 km/ora; 2º velocità: 48 km/ora; 3ª velocità: 74 km/ora
- Alimentazione: carburatore Dell'Orto MA16 (fabbricato nel paese su licenza del produttore)
  - Diametro del diffusore: 16 mm; Getto del massimo: 70; Getto del minimo: 30; Polverizzatore: 260
- Telaio: in tubi di acciaio saldati 
  - Ruote: Cerchio in acciaio da 18x13/8
  - Pneumatici (anteriore e posteriore): 18x2 ¼
  - Pressione di gonfiaggio: Anteriore: 22 libbre; Posteriore: 28 libbre
  - Capacità del serbatoio: 10 litri riserva inclusa
- Peso totale della motocicletta: 66 chilogrammi